# The Man from Utah
The Man from Utah é um filme norte-americano de 1934, do gênero faroeste, dirigido por Robert N. Bradbury e estrelado por John Wayne e Polly Ann Young.

## A produção
Assim como outros faroestes B que John Wayne fez para a Lone Star Productions, The Man from Utah foi filmado nas proximidades do rio Kern, na Califórnia. Ainda assim, muitas cenas de arquivo foram claramente usadas nas sequências de rodeio.
Na maior parte do filme, Wayne exibe um incômodo riso forçado, enquanto George Hayes está claramente a caminho de forjar o tipo que o tornou tão querido entre os fãs do gênero.
Na cena de abertura, Wayne canta Sing Me a Song of the Wild, segundo algumas fontes dublado pelo cowboy cantor Smith Ballew. O IMDB, no entanto, afirma que seu dublador foi Jack Kirk.
A aventura foi refilmada em 1937, com o título de Trouble in Texas, estrelada por Tex Ritter e Rita Hayworth. Em 1944, a história foi contada outra vez, agora como The Utah Kid, estrelada pelo trio western The Trail Blazers.
The Man from Utah está em domínio público e, portanto, pode ser baixado gratuitamente no Internet Archive.

## Sinopse
Peões na iminência de ganhar os prêmios de um rodeio são misteriosamente assassinados. O culpado é Spike Barton, o organizador da competição, que deseja fugir com todo o dinheiro arrecadado. O delegado federal George Higgins envia o cowboy errante John Weston para colocar a situação em pratos limpos.

## Elenco
| Ator/Atriz       | Personagem      |
| ---------------- | --------------- |
| John Wayne       | John Weston     |
| Polly Ann Young  | Marjorie Carter |
| Anita Campillo   | Dolores         |
| Edward Peil Sr.  | Spike Barton    |
| George Hayes     | George Higgins  |
| Yakima Canutt    | Cheyenne Kent   |
| George Cleveland | Xerife          |